# Grab (Großerlach)

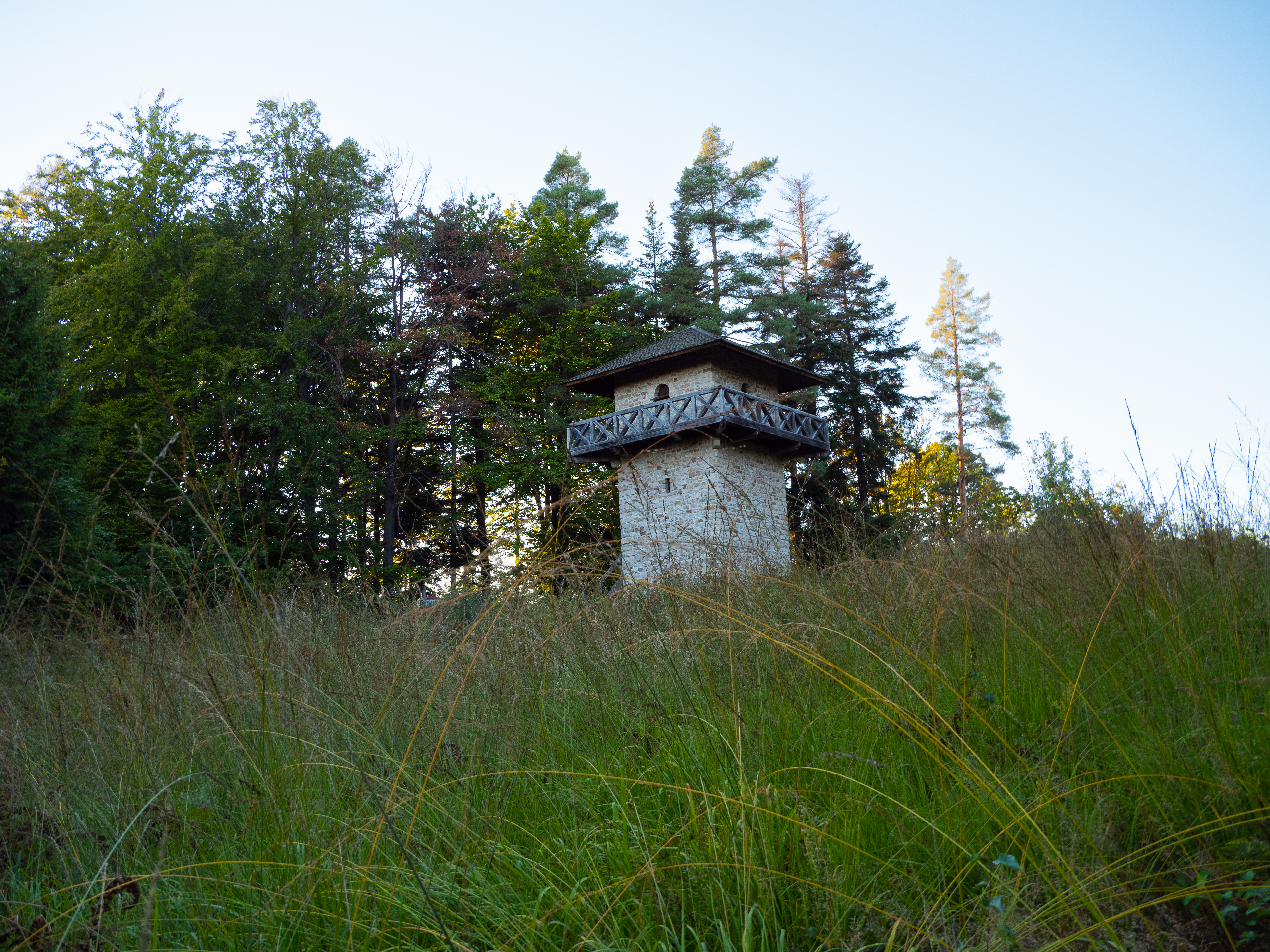
Der Limesturm am Heidenbuckel

Grab (früher auch Graab) ist ein Ortsteil der Gemeinde Großerlach im Rems-Murr-Kreis. Das Dorf hat 389 Einwohner und liegt 511 m ü. NN.

## Geschichte
Grab wurde 1471 erstmals erwähnt. Der Name leitet sich vom Limes-Graben ab, der direkt durch das Dorf verläuft. Zunächst befand sich Grab, wie auch die meisten Ortsteile der ehemaligen Gemeinde, in Besitz der Herren von Weinsberg und gelangte über die Grafen von Hohenlohe und Pfalzgrafen 1504 infolge des Landshuter Erbfolgekriegs an Württemberg. Grab gehörte dann zum Oberamt Weinsberg.
Die Gemeinde Grab entstand 1848 und gehörte zum Oberamt, seit 1938 Landkreis Backnang. Der Zusammenschluss der Gemeinden Grab und Großerlach zur neuen Gemeinde Großerlach erfolgte am 1. Juli 1974. Bis dahin gehörten zur Gemeinde das Dorf Grab, die Weiler Frankenweiler, Hohenbrach, Mannenweiler, Morbach, Schönbronn, Schöntalhöfle (früher auch Schönthalerhöfle, mundartlich Schertelhöfle) und Trauzenbach sowie die Wohnplätze Butzberg, Platte, Schöntalsägmühle und Schweizerhof. Bei Grab lag weiterhin der abgegangene Ort Mehlhaus. Vor der Eingemeindung hatte die Gemeinde eine Fläche von 14,95 km². Die ehemalige Gemeinde bildet heute eine Ortschaft im Sinne der baden-württembergischen Gemeindeordnung mit eigenem aus sechs Mitgliedern bestehendem Ortschaftsrat.
Ungefähr 500 Meter südlich des Dorfes auf dem Heidenbuckel befindet sich ein rekonstruierter Abschnitt des Obergermanisch-Raetischen Limes mit Palisade, Wall und Graben und auf 536 Meter ü. NN der rekonstruierte Wachturm Wp 9/83.

### Einwohnerentwicklung
- 1877: 214[6]

## Wappen
Die Blasonierung des ehemaligen Gemeindewappens lautet: „In blauem Feld auf grünem Hügel ein goldener gemauerter Wachturm.“

## Infrastruktur

### Verkehr
Durch den Ort führen die Kreisstraßen K 1902 und K 1903. Der nächste Autobahnanschluss ist die Anschlussstelle 11 (Heilbronn/Untergruppenbach) der Bundesautobahn 81 in ca. 30 km Entfernung über Mainhardt die B 39 und die L 1111.
Der Öffentliche Personennahverkehr wird durch den Verkehrs- und Tarifverbund Stuttgart sichergestellt.
Der nächste Bahnhof befindet sich in Murrhardt in ca. 9 km Entfernung über die K 1902 an der Bahnstrecke Waiblingen–Schwäbisch Hall-Hessental.

### Radfernwege
Durch den Ort führt der Deutsche Limes-Radweg. Er folgt dem Obergermanisch-Raetischen Limes über 818 km von Bad Hönningen am Rhein nach Regensburg an der Donau.

### Fernwanderwege
Durch den Ort führt der Limes-Wanderweg entlang des Obergermanisch-Raetischen Limes. Er führt unter anderem auch über den Heidenbuckel auf dem der rekonstruierte Wachturm Wp 9/83 liegt.